# Jorge Plata Saray
Jorge Enrique Plata Saray (Bogotá, 1946-ib., 7 de abril de 2021) fue un dramaturgo, actor, director de escena y docente colombiano, reconocido haber sido uno de los fundadores del Teatro Libre de Bogotá.

## Biografía

### Carrera
Plata Saray nació en 1946. En 1973 cofundó el Teatro Libre de Bogotá, donde se desempeñó como actor, dramaturgo y director de escena por 46 años y adaptó obras de referentes internacionales del teatro como Esquilo, Shakespeare y Molière. Paralelo a su labor teatral, trabajó como docente de dramaturgia, actuación, literatura e historia del teatro en diversas universidades de Colombia y fue director del programa de teatro en castellano del Middlebury College por más de veinte años.
Jorge Enrique Plata Saray fue director de varios grupos de teatros universitarios, entre ellos el de la Universidad Externado de Colombia, al que llevó a su máximo esplendor.

### Obras
- Episodios comuneros: versión teatral de la Rebelión Comunera de 1781 en la Nueva Granada, para ser escenificada en plaza pública, 1981
- Un muro en el jardín: obra dramática en dos actos, 1985

### Fallecimiento
Luego de luchar contra el cáncer, Plata Saray falleció el 7 de abril de 2021 en el Instituto de Cáncer Carlos Ardila Lulle en la ciudad de Bogotá.